# Manuel Kantakuzenos (Usurpator)
Manuel Kantakuzenos (mittelgriechisch Μανουήλ Καντακουζηνός; † nach 1469) war ein byzantinischer Usurpator im Despotat Morea.

## Leben
Manuel war ein Mitglied der Familie Kantakuzenos, die im 14. Jahrhundert mehrere Kaiser und Despoten stellte. Durch seinen Vater Georgios Palaiologos Kantakuzenos war er ein Enkel von Demetrios I. Kantakuzenos, der 1383 die Regierungsgewalt in Morea an die Palaiologen verlor. Er hatte drei Brüder namens Theodoros, Thomas (Statthalter von Selymbria) und Demetrios Sechtanes sowie vier Schwestern, darunter Zoe und Anna.
Nach der Eroberung von Konstantinopel durch die Osmanen und dem Tod des letzten Kaisers Konstantin XI. am 29. Mai 1453 schloss sich Manuel, damals Gouverneur von Mani, einer Rebellion von etwa 30.000 Albanern an, die sich in Morea unter der Führung von Peter Bua gegen die Despoten Thomas und Demetrios Palaiologos erhoben. Im Dezember 1453 ließ er sich von den Albanern seinerseits zum Despoten proklamieren und nahm für sich und seine Frau Maria die albanischen Vornamen Ghin und Cucchia an. Militärisch versuchte er ein Bündnis mit den Venezianern zu schmieden. Wenig später zettelte auch Johannes Asanes Zaccaria, ein Sohn des letzten lateinischen Fürsten von Achaia, eine antibyzantinische Revolte in Morea an.
Die beiden bislang untereinander verfeindeten Palaiologenbrüder schlossen sich zusammen und riefen ihre osmanischen Oberherren zu Hilfe. Mit Unterstützung türkischer Truppen des thessalischen Gouverneurs Turahan Bey konnten sie bis Oktober 1454 beide Rebellionen niederschlagen. Manuel floh vermutlich nach Ragusa, wo 1457 ein Kantakuzenos als Unruhestifter aktenkundig ist.
1458 kehrte Manuel Kantakuzenos als Vermittler im Heer des Sultans Mehmed II. noch einmal nach Morea zurück, wurde aber des Verrats beschuldigt und erneut vertrieben. In den folgenden Jahren lebte er in der Herzegowina am Hof von Stjepan Vukčić Kosača, dessen Sohn Vladislav Manuels Schwester Anna heiratete. Zwischen 1466 und 1469 hielt er sich mehrfach im Auftrag seines Schwagers in Venedig und Ragusa auf. Später fand Manuel Aufnahme am Hof des ungarischen Königs Matthias Corvinus, wo er zu einem unbekannten Zeitpunkt starb.